# Ernst Gombrich
Ernst Hans Josef Gombrich (Viena, 30 de marzo de 1909-Londres, 3 de noviembre de 2001) fue un historiador de arte austríaco nacionalizado  británico, que pasó gran parte de su vida en el Reino Unido.

## Biografía
Ernst Gombrich nació en Viena, Austria, en el seno de una acomodada familia judía que se convirtió a una forma de protestantismo místico. Su madre, que era pianista, fue alumna en el Conservatorio de Viena de Anton Bruckner y su padre era un abogado "muy respetado, pero no de esos a los que se les da bien hacer dinero", según palabras del propio Gombrich.
Como tantos intelectuales del momento, era agnóstico, aunque respetaba la religión y a los creyentes; de familia de tradición judía, se sentía vienés; fue acusado de ser antialemán, pero se defendió insistiendo en que era antitotalitario, enemigo de los sistemas de pensamiento cerrados como el holismo hegeliano. Intentaba ser un ciudadano del mundo, a la vez que se calificaba a sí mismo de judío austriaco. 
Con su familia visitaba el Museo de Arte Histórico, cercano a su hogar y el joven Ernst comenzó sus lecturas sobre arte, sobre todo los volúmenes de la colección Klassiker der Kunst, las ediciones de Knackfuss sobre los maestros del Renacimiento y el siglo XVII en Holanda y el clásico de Max Dvořák Kunstgeschichte als Geistesgeschichte (Historia del arte como historia del espíritu), obra que fue de gran influencia teórica en sus estudios posteriores.
Al finalizar sus estudios secundarios en el gymnasium (1927-1928), presentó como trabajo final una investigación acerca de los cambios en la apreciación del arte desde Winckelmann hasta aquel momento. 
Inmediatamente ingresó en la Universidad de Viena para estudiar historia del arte, teniendo como profesores a teóricos de renombre tales como Josef Strzygowski, Julius von Schlosser, Karl Maria Swoboda, Hans Tietze entre otros. Su tesis doctoral se refirió a Giulio Romano como arquitecto, siendo von Schlosser el profesor revisor de su trabajo. Así finalizó sus estudios de historia del arte en 1933. Ante la llegada al poder de los nazis, en 1936 se trasladó a Gran Bretaña, donde ocupó un puesto como asistente de investigación en el Warburg Institute, creado por Aby Warburg, convirtiéndose en el director del mismo desde 1959 hasta 1976.
Durante la Segunda Guerra Mundial, al trasladarse la biblioteca al campo, Gombrich ofició como radioescucha de emisoras alemanas para la BBC, traduciendo las conversaciones al inglés, lo que le ayudó bastante en aprender el idioma. Trabajó en la Universidad de Londres (1956-59) y en el Warburg Institute (1959-76), donde ocupó diferentes cargos de investigador antes de convertirse en su director.
Además, fue Slade professor de bellas artes para la Universidades de Oxford, Cambridge y Harvard. En 1960 fue elegido fellow de la Academia Británica, en 1966 nombrado CBE, en 1972 sir, y en 1988 le fue concedida la Orden del Mérito. En 1985 ganó el Premio Balzan para la historia del arte occidental, en 1994 se le otorgó la medalla de oro de la ciudad de Viena.

## Obras

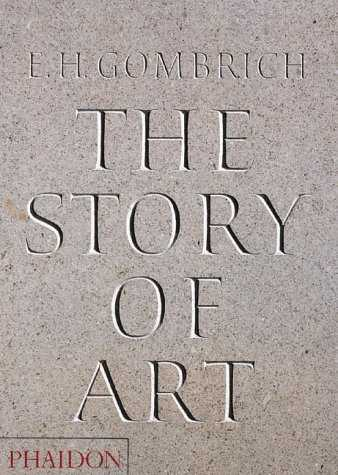

En 1935, antes de trasladarse a Gran Bretaña, Gombrich publicó Breve historia del mundo. Tras convencerse de que era posible escribir un libro de historia para niños si ésta se exponía en términos comprensibles para su edad, decidió enviar un capítulo de muestra al editor Walter Neurath que inmediatamente le propuso publicar la obra si era capaz de terminarla en tan solo seis semanas. A partir de ese momento, Gombrich se dedicó en cuerpo y alma a desarrollar los 37 capítulos que originalmente componían la obra.
Su Historia del arte, publicada por primera vez en 1950 (contemporánea a la obra de Arnold Hauser, Historia social de la literatura y el arte), fue ampliamente difundida, ya que es un texto de divulgación (en 2005 alcanzó su 16.ª edición en inglés). Originalmente dirigida a lectores jóvenes, se han vendido más de siete millones de ejemplares y ha sido traducida a más de 20 idiomas.
En su prefacio se dirige “a todos aquellos que sienten la necesidad de una primera orientación en un terreno fascinante y extraño”, en este mismo prefacio dice que “Desea mostrar a los recién llegados los yacimientos de este terreno sin abrumarles” queriendo decir que él quiere mostrarnos la historia de una manera fascinante sin tener que estresarnos en el proceso.  
Otras publicaciones importantes suyas fueron Arte e ilusión (1960), considerada por los críticos su trabajo más influyente y de mayor envergadura, y los artículos recopilados en Meditaciones sobre un caballo de juguete (1963), El sentido del orden (1979) y La imagen y el ojo (1981).

## Pensamiento

### Psicología de la percepción
Cuando Gombrich llegó a Inglaterra en 1936, la Historia del Arte se ocupaba en gran medida de los problemas formales. Gombrich, sin embargo, había sido educado en la cultura vienesa de la Formación (Bildung) y estaba preocupado por los temas más amplios de la tradición cultural y la relación entre la ciencia y el arte. Esta última amplitud de intereses se puede ver tanto en su relación de trabajo con el psicoanalista austríaco e historiador de arte, Ernst Kris, sobre el arte de la caricatura y sus libros posteriores, El sentido del orden (1979) (en la que la teoría de la información es discutida en su relación con patrones y ornamentos en el arte) y el clásico Arte e Ilusión (1960).
Fue en Arte e Ilusión donde introdujo de la filosofía de Karl Popper las ideas de «esquemas», «hacer y hacer coincidir», «corrección» y «ensayo y error» influenciadas por «conjeturas y refutaciones». En opinión de Gombrich, el artista compara lo que ha dibujado o pintado con lo que está tratando de dibujar, y por un "bucle de retroalimentación" gradualmente corrige el dibujo para parecerse más a lo que está viendo. Sin embargo, el proceso no comienza desde cero. Cada artista hereda "esquemas" que designan la realidad por la fuerza de la convención ". Estos esquemas, más las técnicas y obras de los maestros anteriores, son los puntos de partida desde los cuales el artista comienza su propio proceso de ensayo y error. Gombrich dice al respecto:

"Esta descripción popperiana de la conjetura y la refutación, el ensayo y el error es eminentemente aplicable a la historia de los descubrimientos visuales en el arte. Nuestra fórmula de esquema y corrección, de hecho, ilustra este mismo procedimiento. Usted debe tener un punto de partida, un estándar de la comparación, para comenzar ese proceso de hacer y de emparejar y de rehacer que finalmente se incorpora en la imagen acabada. El artista no puede partir de cero, pero puede criticar a sus precursores".

Las concepciones filosóficas desarrolladas por Popper para una filosofía de la ciencia encajaban bien con las ideas de Gombrich para una explicación más sólida de la historia del arte. Gombrich había escrito su primera obra importante La historia del arte en 1950, diez años antes de Arte e Ilusión. El libro anterior ha sido descrito como la visión de la historia del arte como una narrativa que se mueve "de lo que los artistas antiguos' sabían 'a lo que los artistas posteriores' vieron '". Y como Gombrich estaba siempre más preocupado por los movimientos individuales que por los movimientos de masas (la famosa primera línea de La historia del arte es "Realmente no existe el Arte. Sólo hay artistas"), utilizó herramientas científicas y psicológicas como clave para entender cómo estos artistas individuales "vieron", y cómo construyeron sobre las tradiciones que habían heredado y de las cuales eran parte. Con la dialéctica de hacer y combinar, esquematizar y corregir, Gombrich buscó fundamentar el desarrollo artístico en verdades más universales, más cercanas a las de la ciencia, que en lo que él consideraba términos de moda o vacíos como el "zeitgeist" y otras "abstracciones".

### Estudios renacentistas
La contribución de Gombrich al estudio del arte renacentista comenzó con su tesis doctoral sobre el manierismo. En este argumenta que la obra de Giulio Romano, en el Palazzo del Tè, no era la obra de un artista renacentista decadente, sino más bien mostró cómo el pintor respondió a las demandas de un patrón "ansioso por la novedad de moda".
La serie de cuatro volúmenes Estudios del Arte del Renacimiento (1966) comprende los volúmenes: Norma y Forma; Imágenes simbólicas; El Patrimonio de Apelles; y Nueva Luz sobre los Antiguos Maestros e hizo una importante contribución al estudio del simbolismo en la obra de este período.
Gombrich era un gran admirador de Leonardo da Vinci y escribió extensamente sobre él, en estos volúmenes y en otras obras.

## Influencia
Gombrich ha sido llamado "el historiador de arte más conocido en Gran Bretaña, y tal vez en el mundo" y también "uno de los estudiosos y pensadores más influyentes del siglo XX".

## Crítica
Gombrich era sensible a la crítica de que él no tenía gusto por el arte moderno y fue obligado a defender su posición ocasionalmente. También ha sido criticado por tomar lo que ahora se considera una visión eurocéntrica, por no decir neocolonialista, del arte, y por no incluir a las mujeres artistas en gran parte de sus escritos sobre el arte occidental. Su respuesta a esto último fue que estaba escribiendo una historia del arte tal cual era y que las mujeres artistas no se presentaron ampliamente en Occidente antes del siglo XX. Admiró a artistas femeninas del siglo XX como Bridget Riley, cuyo trabajo fue incluido en una edición revisada de su Historia del arte.
Mientras que varias obras de Gombrich (especialmente Arte e ilusión) tuvieron un enorme impacto en la historia del arte y otros campos, sus ataques categóricos contra el historicismo han sido acusados por Carlo Ginzburg de llevar a conclusiones estériles. Sus argumentos metodológicos han sido superados por la obra de historiadores del arte como Svetlana Alpers y Michael Baxandall.

## Publicaciones
- 1940: Caricature, Penguin Books. Junto con E. Kris.
- 1970: Aby Warburg. An intellectual biography, The Warburg Institute, Universidad de Londres.
- 1971: Freud y la psicología del arte. Estilo, forma y estructura a la luz del psicoanálisis
- 1980: Illusion in Nature and Art, Duckworth, Londres. Junto con R. L. Gregory
- 1986: Aby Warburg. An intellectual biography, Phaidon Press, Oxford
- 1987: Reflections on the History of Art. Views and Reviews, Phaidon Press, Oxford
- 1991: Tributos. Versión cultural de nuestras tradiciones, Fondo de Cultura Económica, México
- 1992:  Lo que nos cuentan las imágenes. Editorial Debate. Junto con Eribon, D. (entrevistas)
- 1994: Arte e progresso, ed. Laterza, Roma
- 1994: Imágenes simbólicas, Alianza Editorial
- 1997: La historia del arte, Editorial Debate. Su obra más traducida, con numerosas ediciones, pero con grandes lagunas como la ausencia del arte español o de las obras de una pinacoteca de la calidad de Museo del Prado, en Madrid.[15]
- 1999: Dal mio tempo. Città, maestri, incontri. Editorial Einaudi, Turín.
- 1999: Giulio Romano. Il Palazzo del Te, Tre Lune, Mantua.
- 2000: Nuevas visiones de viejos maestros. Editorial Debate.
- 2000: Norma y forma. Editorial Debate.
- 2000: El legado de Apeles. Editorial Debate.
- 2002: La imagen y el ojo. Editorial Debate.
- 2003: Meditaciones sobre un caballo de juguete. Editorial Debate.
- 2003: Arte e ilusión. Editorial Debate.
- 2003: Los usos de las imágenes. Editorial Debate.
- 2003: La preferencia por lo primitivo. Editorial Debate
- 2003: Temas de nuestro tiempo. Editorial Debate.
- 2004: El sentido del orden. Editorial Debate.
- 2004: Ideales e ídolos. Editorial Debate.
- 2004: Gombrich esencial. Editorial Debate.
- 2005: Breve historia del mundo. Editorial Península.
- 2014: La evidencia de las imágenes, Sans Soleil Ediciones, Barcelona.